# Ponca (Nebraska)
Ponca è un comune degli Stati Uniti d'America, situato nello Stato del Nebraska, nella Contea di Dixon, della quale è il capoluogo.